# Малосемейка
Малосемейка (дом для малосемейных) — многоквартирный дом, состоящий из большого количества однокомнатных квартир, имеет некоторое количество двухкомнатных квартир.
Распространённый тип жилья в странах бывшего СССР, возводившийся в период 1960—1990 гг. Занимают промежуточное положение между общежитиями и отдельными квартирами. В основном малосемейки строились для молодых семей (в том числе бездетных), для которых не хватало квартир в обычных домах или они не полагались им по нормативам предоставления жилья.
Малосемейный дом представляет собой многоквартирный дом высотой 5, 9 или 12 этажей. Материалом стен может быть кирпич или железобетонные панели; в целом конструкция малосемеек не отличается от «брежневских» домов того же периода строительства. Проекты малосемейных домов обычно входили в состав типовых серий 1-447, 114-85, 111-121, II-32 и пр.
Дом состоит из одной крупной секции с подъездом коридорного типа и большим количеством квартир на этаже (10—20). Этим дом отличается от стандартных советских многосекционных «хрущёвок» и «брежневок», имевших не более 8 квартир на этаже (обычно 4). В малосемейках выше 5 этажей предусмотрен один пассажирский лифт (в 12-этажных также грузопассажирский) и мусоропровод на здание.
Квартиры-малосемейки включают в себя жилую комнату стандартной (16—20 м2) или уменьшенной (11—12 м2) площади, отдельную кухню с уличным окном, совмещённый санузел с ванной и маленькую прихожую. В некоторых проектах малосемейных домов имеются двухкомнатные квартиры уменьшенной площади (40—44 м2). Иногда в квартире есть кладовка и небольшая (2—3 м2) лоджия или балкон. Общая площадь малосемейки может совпадать с площадью типовой однокомнатной квартиры (29—40 м2), малосемейки с уменьшенной комнатой имеют площадь 21—26 м2. В последнем случае квартиру также называют «малометражка».
Отличием малосемейки от гостинки является то, что в малосемейке всегда имеется отдельная кухня с уличным окном. Площадь кухни в некоторых проектах может доходить до 9—10 м2. В санузле малосемейки почти всегда имеется полноразмерная ванна (часть оборудована сидячими ваннами), в то время как в гостинке может присутствовать сидячая ванна или душевая кабина.
В настоящее время малосемейки популярны как вариант бюджетного жилья для холостых, бездетных, студентов, молодых семей, пожилых родителей при разъезде со взрослыми детьми. Популярность малосемеек в значительной мере обусловлена стеснённостью в средствах, не позволяющей сразу приобрести полногабаритную многокомнатную квартиру. В связи с популярностью недорогого малогабаритного жилья многие новостройки эконом-класса имеют схожую с малосемейками планировку: коридорные подъезды с большим количеством однокомнатных квартир и квартир-студий.